# Тлеубаев, Жарлыкасым
Жарлыкасым Тлеубаев (1917 год, Туркестанский край — 1966 год) — колхозник, коневод, Герой Социалистического Труда (1948).

## Биография
Родился в 1917 году. В 1936 году вступил в колхоз имени 8 Гвардейской дивизии Илийского района Чимкентской области. Трудился первое время пастухом, затем — старшим конюхом. С 1956 года работал старшим чабаном в колхозе имени Абая Чардаринского района Чимкентской области.
В 1947 году вырастил 20 жеребят от 20 конематок. За этот доблестный труд был удостоен в 1948 году звания Героя Социалистического Труда.
Скончался в 1966 году.

## Награды
- Герой Социалистического Труда — указом Президиума Верховного Совета СССР от 23 июля 1948 года;
- Орден Ленина (1948);
- Орден Трудового Красного Знамени.